# Мухарямов, Мидхат Каримович
Мидха́т Кари́мович Мухаря́мов (27 апреля 1922, с. Зирган Стерлитамакского кантона Башкирской АССР — 7 марта 1993, Казань) — советский и российский историк, доктор исторических наук (1964), профессор (1967), заслуженный деятель науки ТАССР (1972) и РСФСР (1982).

## Биография
В 1938 году окончил школу в д. Старое Абсалямово Аургазинского района Башкирии.
С 1940 в армии, курсант Сызранского танкового училища. Участник Великой Отечественной войны. Гвардии капитан, офицер связи 6-го танкового корпуса 1-й танковой армии.
В 1948 году окончил Казанский юридический институт. С 1951 году работал в НИИ языка, литературы и истории Казанского филиала АН СССР (в 1963—82 директор). Кандидат исторических наук (1952), доктор исторических наук (1964).
Один из авторов коллективных трудов «История Татарской АССР» (1960, т.2), «История Татарской АССР: с древнейших времён до наших дней» (1968), «История Татарской АССР» (1980), «Очерки истории партийной организации Татарии» (1962), «Борцы за счастье народное» (1967), «История национально-государственного строительства в СССР. Национально-государственное строительство в СССР в переходный период от капитализма к социализму (1917—1936 гг.)» (М., 1968), «Молодость древнего города» (1978), «Летопись борьбы и свершений: Хроника партийной организации Татарии: 1883—1985» (1985, кн.1), «Культурная революция в Татарии (1917—1937 гг.)» (1986).
Депутат Казанского Совета депутатов.
Сын Наиль (род. 1953) — политолог.

## Основные работы
- Работа историков Казанского филиала Академии наук СССР // Вопросы истории. 1950. №11. С.170-171.
- Борьба против иностранной военной интервенции и внутренней контрреволюции на территории Татарии: Автореферат дис. на соискание учен. степ. канд. ист. наук / Казанск. гос. ун-т им. В. И. Ульянова-Ленина. Казань, 1952. 22 с.;
- Советская Татария в братской семье народов СССР. Казань: Таткнигоиздат, 1955. 152 с.
- Октябрь и национальный вопрос в Татарии (октябрь 1917 - июль 1918 гг.). Казань: Таткнигоиздат, 1958. 276 с.
- Создание национальной государственности народов Среднего Поволжья // История СССР. 1963. №5. С.45-57.
- Октябрьская революция и национально-государственное строительство в Татарии. (Октябрь 1917 г.-1920 г.): Автореферат дис. … доктора исторических наук / АН СССР. Ин-т истории. М., 1964. 37 с.;
- Литвин А. Л., Мухарямов М. К. Борьба за Казань в 1918 году. Казань: Таткнигоиздат, 1968. 88 с.;
- Гражданская война в Татарии. Казань, 1969. 300 с.;
- Октябрь и национально-государственное строительство в Татарии. (Октябрь 1917—1920 гг.). М.: Наука, 1969. 286 с.;
- Татарская периодическая печать 1917 года как исторический источник // Уч.записки Казан.пед.ин-та. Вып. 121. Казань, 1974. С.47-56.
- Контрреволюционный характер политики мусульманских националистических организаций // Великий Октябрь и национальный вопрос. Ереван, 1977. С.85-94.
- История Татарской АССР. Казань, 1980 (в соавт.);
- В те годы огневые: (В.И.Ленин и борьба за власть Советов в Татарии). Казань: Таткнигоиздат, 1985. 247 с.
- Культурная революция в Татарии (1917—1937). Казань, 1986 (в соавт.);
- Труженик революции: (Обществ.-полит. деятельность Ш. Ахмадеева). Казань: Татар. кн. изд-во, 1988. 110,[2] с.
- В чем Сталин обвинял татар? // Татарстан. 1992. №5-6. С.29-36.
- Прорыв в будущее. Самый короткий рассказ об идее Волжско-Уральского штата // Казань. 1993. №1. С.98-101.

## Награды
Орден Ленина, два ордена Отечественной войны, два ордена Красной Звезды, медали.